# 2022年11月8日月食
2022年11月8日月食为一次在协调世界时2022年11月8日出現的月全食。該次月食半影食分為2.440、全影食分為1.364。偏食維持了110分，全食維持43分。

## 概述
這次月食的食分是2.90，偏食維持了110分，全食維持43分。並在全食階段同時遮蔽天王星，形成月掩天王星與月全食同時發生的超罕見局面，為21世紀最後一次兩者同時發生。而下一次的月全食將發生在2025年。

## 基本參數
- 類型：月全食
- 食甚資料：
  - 日期：2022年11月8日
  - 時間：10:59
  - 月球位置：赤經2.90度、赤緯16.9度
  - 食分：半影食分：2.440、全影食分：1.364
  - 持續時間：偏食110分、全食43分

## 可見地區
太平洋和北美大部分地區可見到完整過程。南美和北美東部於月落時可見部分過程，澳大利亞、亞洲和俄羅斯於月升時可見部分過程。
|            |
| 可見區地圖 |

## 观测

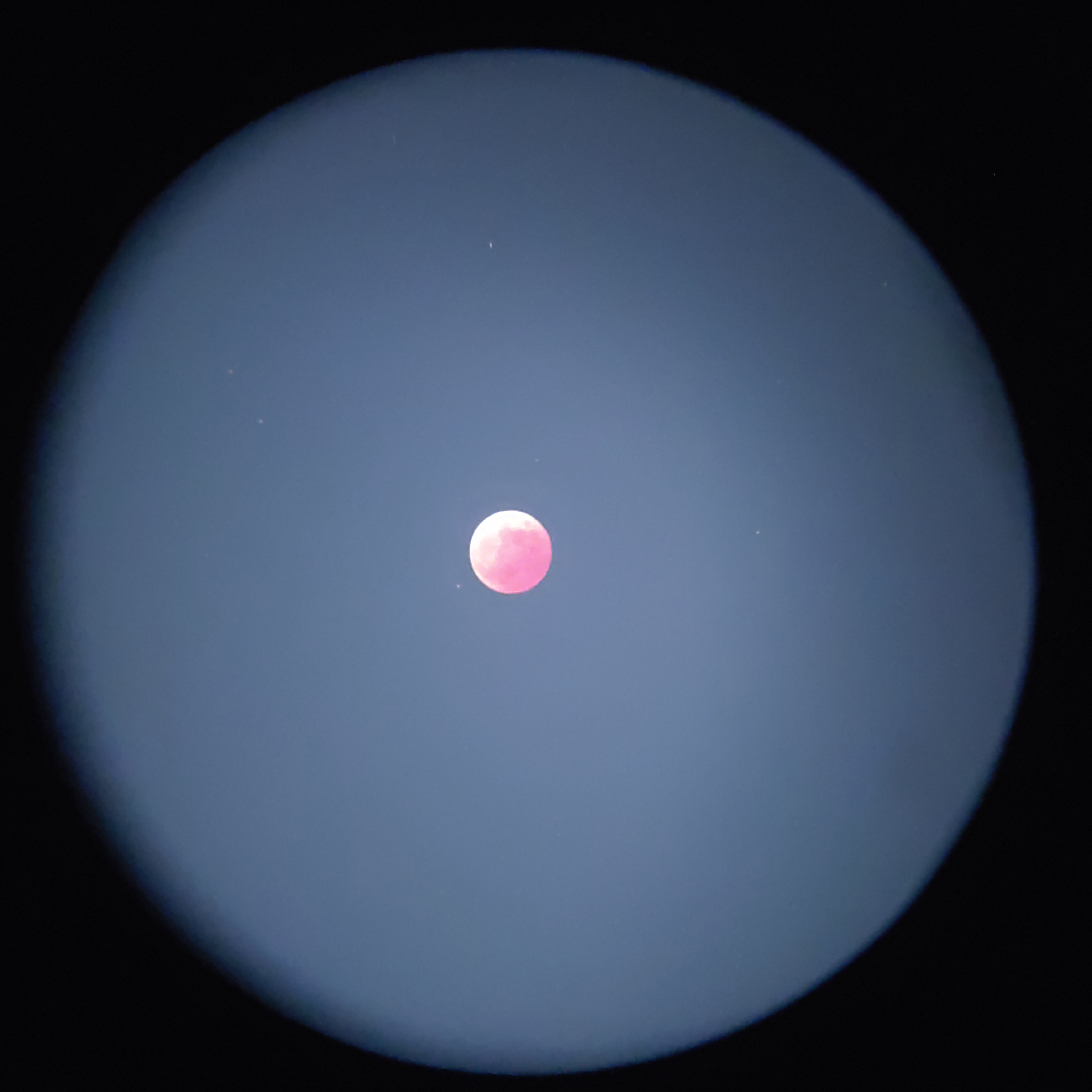
摄于中国山东长岛，UTC时间11月8日11:05（北京时间11月8日19:05）

## 外部連結
- NASA月食專頁（页面存档备份，存于）（英文）